# 平有盛
平 有盛（たいら の ありもり）は、平安時代末期の平家一門の武将。平重盛の四男。母は正室の藤原経子。
異母兄の資盛に従い、三草山の戦いに参戦。源義経に敗れた後は、屋島の平家本陣に落ち延びた。最後は壇ノ浦の戦いにおいて、資盛、従兄の行盛と三名で手を取り合い、海中に身を投じた。享年22。

## 伝説
奄美群島には有盛、平資盛、平行盛が落ち延びたという平家の落人伝説がある。最初は喜界島に辿り着き、その後有盛は奄美市名瀬の浦上に居を構えたとされ、平有盛神社がある。
また、香川県観音寺市大野原町五郷有木に、平有盛が有木と名を変えて暮らしていた平家落人村があったことが、生駒記「新編丸亀市史４資料編：平成六年刊行」に記載されており、太刀箱、陣太鼓や木造阿弥陀如来座像も残されている。